# 1948 في ألمانيا
فيما يلي قوائم الأحداث التي وقعت خلال عام 1948 في ألمانيا.

## ظهور
- 1 يناير – مجلة شتيرن الألمانية

## أفلام
من الأفلام التي صدرت هذه السنة في ألمانيا:
- 1 يناير – البحث من إخراج فريد زينمان.

## كتب
من الكتب التي صدرت هذه السنة في ألمانيا:
- 1 يناير – نوفمبر 1918: ثورة ألمانية من تأليف ألفرد دوبلن.
- 1 يناير – نوفمبر 1918: ثورة ألمانية من تأليف ألفرد دوبلن.

## مواليد

### يناير
- 7 يناير – كريستين ماير سياسية ألمانية.
- 28 يناير – هاينس فلوه لاعب كرة قدم ألماني.

### فبراير
- 7 فبراير – مانفريد فيشر ثيولوجي ألماني.
- 12 فبراير – بيرنت فرانكه لاعب كرة قدم ألماني.
- 16 فبراير – إيكهارت تول كاتب ألماني.

### مارس
- 11 مارس – فرانس لمبارت ملحن ألماني.
- 22 مارس – بيرنارد ديتز لاعب كرة قدم ألماني.
- 22 مارس – وولف بلتزر صحفي من الولايات المتحدة الأمريكية.
- 24 مارس – فولكر فينكه لاعب كرة قدم ألماني.

### أبريل
- 3 أبريل – هانز جورج شوارزينبيك لاعب كرة قدم ألماني.
- 8 أبريل – إيفا هيلر كاتبة ألمانية.
- 12 أبريل – يوشكا فيشر سياسي ألماني.
- 15 أبريل – ويرنر أوتو دراج ألماني.
- 20 أبريل – كريستيان ريدل

### مايو
- 8 مايو – نوربيرت نيغبور لاعب كرة قدم ألماني.
- 11 مايو – بام فيريس ممثلة بريطانية.
- 16 مايو – دانييلا كاستنر
- 17 مايو – هورست كوبل لاعب كرة قدم ألماني.
- 17 مايو – وينفريد كريتشمان رئيس الوزراء التاسع لولاية بادن-فورتمبيرغ.
- 25 مايو – كلاوس ماينه مغني ألماني.
- 25 مايو – ليندا بفايفر كاتبة ألمانية.
- 28 مايو – يورغن فاسبندر لاعب كرة مضرب ألماني.

### يونيو
- 4 يونيو – يورغن سبارفاسر لاعب ومدرب كرة قدم ألماني.
- 12 يونيو – هربرت ماير لاعب كرة قدم ألماني.
- 24 يونيو – هاينز برينكمان

### يوليو
- 10 يوليو – ثيو بوكير
- 18 يوليو – هارتموت ميشيل

### أغسطس
- 31 أغسطس – هولغر أوسييك لاعب كرة قدم ألماني.

### سبتمبر
- 2 سبتمبر – يعكوف ليتزمان سياسي إسرائيلي.
- 5 سبتمبر – دانييلا زيجلر

### أكتوبر
- 16 أكتوبر – غونتر هاريتز درّاج طريق ألماني.

### نوفمبر
- 3 نوفمبر – راينر تسوبيل لاعب كرة قدم ألماني.
- 4 نوفمبر – جوزيف هوبر
- 16 نوفمبر – أوليفر شانتي موسيقي ألماني.
- 16 نوفمبر – نوربرت لامرت سياسي ألماني.
- 27 نوفمبر – هايدي شميدت سياسية نمساوية.

### ديسمبر
- 3 ديسمبر – كارل هانز حكم كرة قدم ألماني.
- 23 ديسمبر – ستيفان دورفلينجر متسابق دراجات نارية سويسري.

## وفيات

### يناير
- 1 يناير – إرنست جوردن (مواليد 1883) لاعب كرة قدم ألماني.
- 8 يناير – كورت شويترز (مواليد 1887) فنان ألماني.
- 21 يناير – إرنست هرتسفلد (مواليد 1879)

### فبراير
- 9 فبراير – كارل فالنتين (مواليد 1882)

### مارس
- 12 مارس – أوجوست كوهلر (مواليد 1866)

### أبريل
- 30 أبريل – فيلهلم ريتر فون توما (مواليد 1891) عسكري ألماني.

### يونيو
- 2 يونيو – كارل غيبهارت (مواليد 1897)

### أغسطس
- 9 أغسطس – هوغو بوس (مواليد 1885)

### أكتوبر
- 16 أكتوبر – كريس فون كرسنشتاين (مواليد 1870) جندي ألماني.
- 18 أكتوبر – فالتر فون براوخيتش (مواليد 1881) عسكري ألماني.

### ديسمبر
- 19 ديسمبر – جوزيف بورنمولر (مواليد 1862) عالم نبات ألماني.